# Hermenegildo Santos
Hermenegildo Chico dos Santos (Luanda, 16 de agosto de 1990), também conhecido como Gildo Santos, é um basquetebolista angolano que joga como base. Atualmente, defende o Clube Desportivo Primeiro de Agosto e a Seleção Angolana de Basquetebol.